# Milder Mauerpfeffer
Der Milde Mauerpfeffer (Sedum sexangulare L., Syn.: Sedum mite Gilib., Sedum boloniense Lois.) ist eine Pflanzenart aus der Gattung der Fetthennen (Sedum) in der Familie der Dickblattgewächse (Crassulaceae). Diese Art ist sehr formenreich.

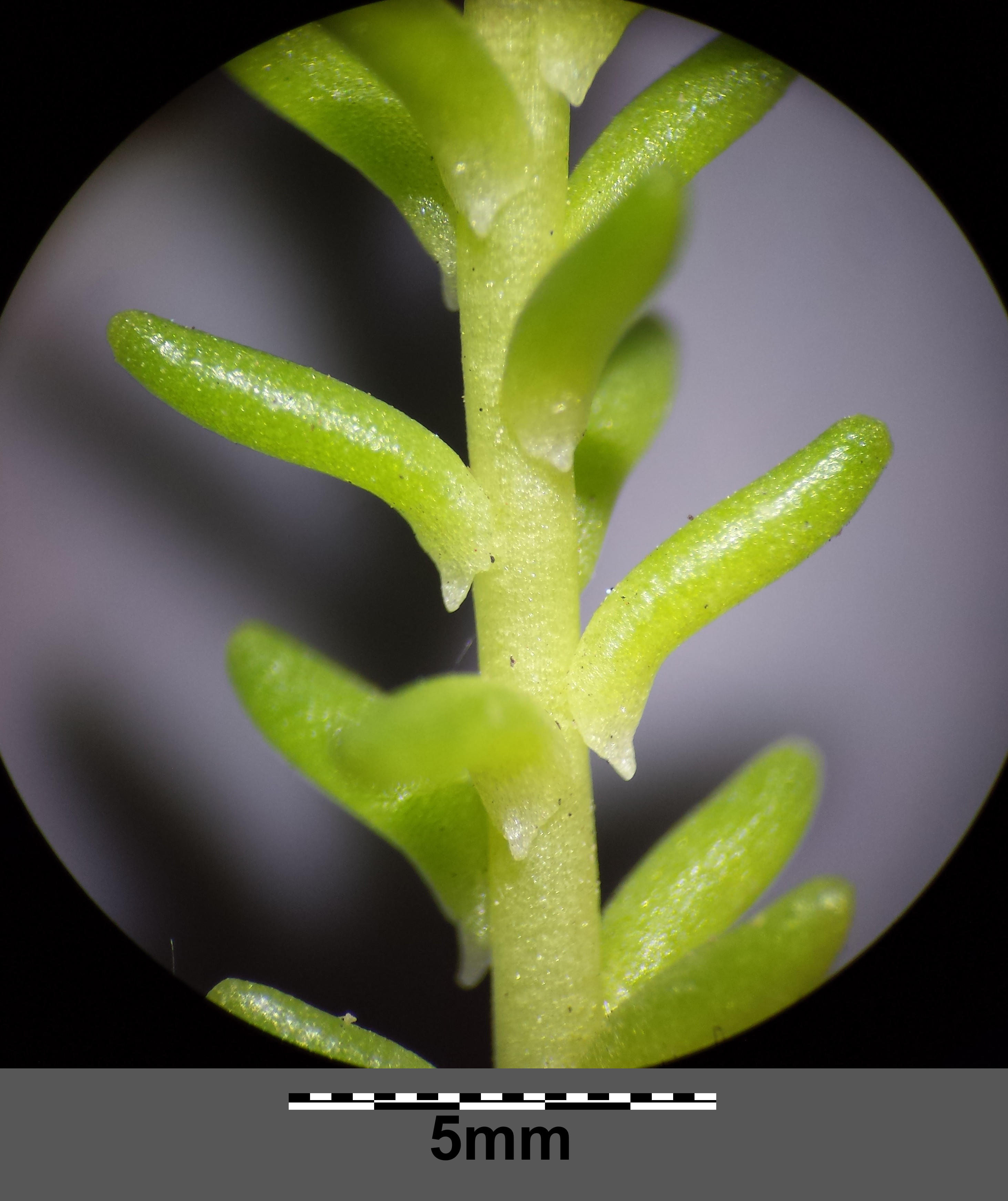
Stängel mit Laubblättern: diese weisen am Grund einen spornartigen Höcker auf.

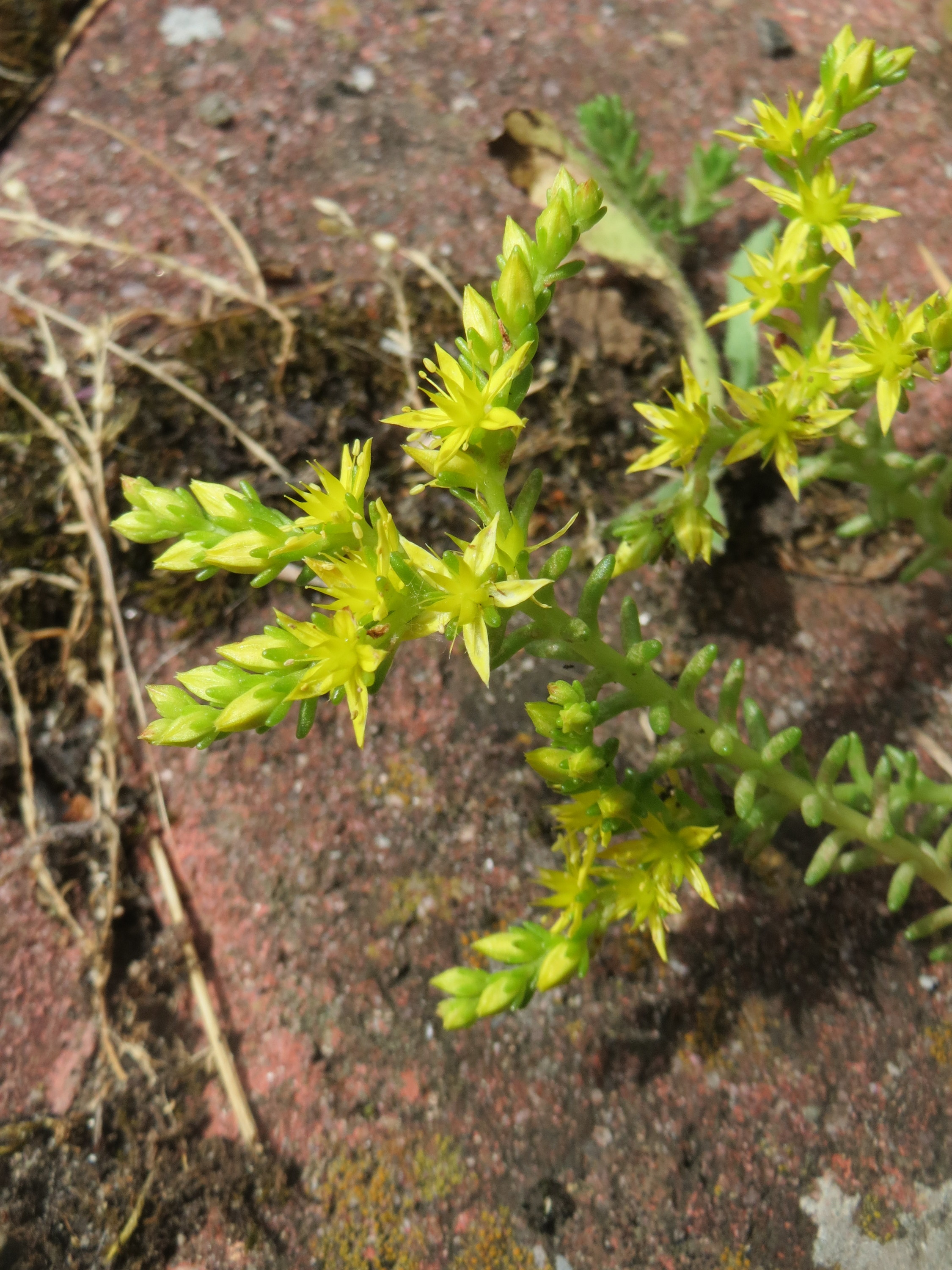
Blütenstand

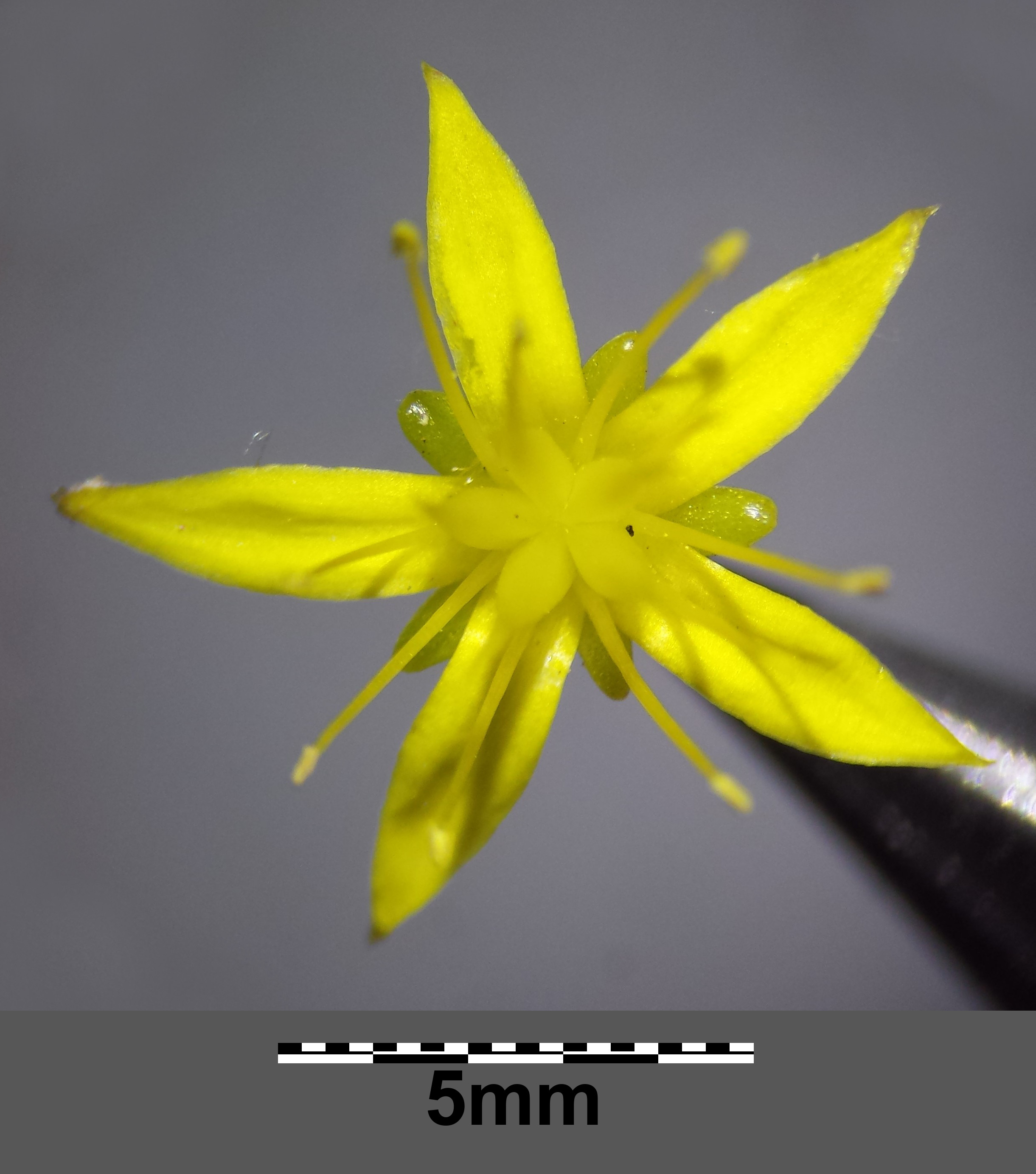
Blüte

## Merkmale
Der Milde Mauerpfeffer ist ein überwinternd grüner Chamaephyt, der Wuchshöhen von 5 bis 15 Zentimeter erreicht. Die sechszeilig angeordneten Laubblätter besitzen am Grund einen spornartigen Ansatz, sind wurstförmig, 3 bis 7 Millimeter lang und ungefähr 1,5 Millimeter breit. Sie schmecken nicht bitter. Er ist rasenbildend dadurch, dass die Grundachse stark verzweigt ist und blühende wie nichtblühende Sprosse treibt. Die Blätter sind an den nichtblühenden Sprossen dicht sechszeilig angeordnet.
Die Blüten sind kurz gestielt und stehen in verzweigten Wickeln. Sie sind zwittrig, radiärsymmetrisch und fünf- bis sechszählig. Die 5 Kelchblätter sind eiförmig, stumpf und 2 bis 2,3 Millimeter lang. Die fünf bis sechs Kronblätter sind 3,5 bis 5 Millimeter lang, spitz und sattgelb gefärbt. Es sind zwei Kreise mit je 5 Staubblättern vorhanden. Die Staubblätter sind 3 bis 4 Millimeter lang. Die Fruchtknoten sind frei. Es werden Balgfrüchte gebildet. Sie sind sternförmig ausgebreitet, 3 Millimeter lang und in ein 0,7 bis 1 Millimeter langes Stylopodium zugespitzt. Die Blütezeit reicht von Juni bis Juli, in manchen Gegenden auch bis September.
Die Art hat die Chromosomenzahl 2n = 74.

## Vorkommen
Der Milde Mauerpfeffer kommt im warmgemäßigten bis gemäßigten Europa in Felsfluren, Sandtrockenrasen, Mauern, Bahnanlagen und trockenen Kiefernwäldern vor. Er ist eine Charakterart der Klasse Sedo-Scleranthetea, kommt aber auch in Gesellschaften der Klassen Festuco-Brometea, Asplenietea trichomanis oder des Verbands Erico-Pinion vor. Er steigt von der Ebene bis in die alpine Stufe auf. In den Allgäuer Alpen steigt er im Tiroler Teil am Aufstieg von Holzgau zur Jöchelspitze bis zu 1300 Metern Meereshöhe auf. Im Puschlav erreicht er 1900 Meter, am Monte Baldo 2050 Meter Meereshöhe.
Die ökologischen Zeigerwerte nach Landolt et al. 2010 sind in der Schweiz: Feuchtezahl F = 1+w+ (trocken aber stark wechselnd), Lichtzahl L = 5 (sehr hell), Reaktionszahl R = 4 (neutral bis basisch), Temperaturzahl T = 3+ (unter-montan und ober-kollin), Nährstoffzahl N = 3 (mäßig nährstoffarm bis mäßig nährstoffreich), Kontinentalitätszahl K = 4 (subkontinental).
Sein ursprüngliches Verbreitungsgebiet ist auf Europa beschränkt. Ursprünglich kommt die Art vor in Frankreich, der Schweiz, Italien, Deutschland, Belgien, den Niederlanden, Dänemark, Österreich, Polen, Ungarn, in der früheren Tschechoslowakei, im früheren Jugoslawien, in Albanien, Bulgarien, Rumänien, in der Ukraine, in Belarus, im Baltikum, in Finnland und in Schweden. Sie ist ein Neophyt in Großbritannien, Irland, im nordwestlichen europäischen Russland, in Norwegen, in Nordamerika und in Tasmanien.

## Ökologie
Die Balgfrüchte schließen sich bei trockenem Wetter und öffnen sich bei Regen.

## Inhaltsstoffe
Die Pflanze enthält Alkaloide und die Heptose Sedoheptulose.

## Nutzung
Der Milde Mauerpfeffer wird zerstreut als Zierpflanze für Steingärten, Rabatten, Heidebeete und Kiesdächer genutzt.

## Belege
1. 1 2 3 4 5 6 7 8 9 10  Gustav Hegi, Herbert Huber: Familie Saxifragaceae. In Gustav Hegi: Illustrierte Flora von Mitteleuropa. 2. Auflage, Band IV, Teil 2, Seite 89–90. Verlag Carl Hanser, München 1961.
2. 1 2   Erich Oberdorfer: Pflanzensoziologische Exkursionsflora für Deutschland und angrenzende Gebiete. Unter Mitarbeit von Angelika Schwabe und Theo Müller. 8., stark überarbeitete und ergänzte Auflage. Eugen Ulmer, Stuttgart (Hohenheim) 2001, ISBN 3-8001-3131-5, S. 483.
3. ↑  Erhard Dörr, Wolfgang Lippert: Flora des Allgäus und seiner Umgebung. Band 1, IHW, Eching 2001, ISBN 3-930167-50-6, S. 642.
4. ↑  
Sedum sexangulare L. In: Info Flora, dem nationalen Daten- und Informationszentrum der Schweizer Flora. Abgerufen am 18. Mai 2022.
5. ↑  Jaakko Jalas, Juha Suominen, Raino Lampinen, Arto Kurtto: Atlas florae europaeae. Band 12 (Resedaceae to Platanaceae). Helsinki 1999, ISBN 951-9108-12-2, S. 90–91.
6. ↑  Datenblatt Sedum sexangulare bei POWO = Plants of the World Online von Board of Trustees of the Royal Botanic Gardens, Kew: Kew Science.